# Poloma (district de Sabinov)
Poloma est un village de Slovaquie situé dans la région de Prešov.

## Histoire
Première mention écrite du village en 1330.

## Démographie

### Évolution de la population
| Année:               | 1994. | 2004.   | 2014.   | 2024. |
| -------------------- | ----- | ------- | ------- | ----- |
| Nombre de personnes: | 906   | 965     | 944     | 944   |
| Différence:          |       | +6,51 % | -2,17 % | +0 %  |

| Année:               | 2023. | 2024.   |
| -------------------- | ----- | ------- |
| Nombre de personnes: | 936   | 944     |
| Différence:          |       | +0,85 % |